# Kisdombró
Kisdombró (Dumbrăvița), település Romániában, a Partiumban, Bihar megyében.

## Fekvése
A Király-erdő alatt, a Hollód völgyben, Magyarcsékétől délre, Farkaspatak és Venterrogoz közt fekvő település.

## Története
Kisdombró nevét 1374-ben említette először oklevél Dombrawytza néven.
1599-ben Dombrauica, 1808-ban Dombrovicza (Kis-), Dumbravicza', 1913-ban Kisdombró néven írták.
Egykori földesura a nagyváradi 1. sz. káptalan volt, mely itt még a 20. század elején is birtokos volt.
1851-ben Fényes Elek írta a településről:
Kis-Dombró, Bihar vármegyében, igen erdős, hegyes vidéken, 336 óhitü lakossal, kik szép marhákat nevelnek. Anyatemplommal. Határát a Hollód vize és Hodosel patak
nedvesiti. Birja a váradi deák káptalan
1910-ben 408 lakosából 6 magyar, 402 román volt. Ebből 367 görögkatolikus, 4 református, 35 görögkeleti ortodox volt.
A trianoni békeszerződés előtt Bihar vármegye Magyarcsékei járásához tartozott.

## Nevezetességek
- Görögkatolikus temploma - 1700-ban épült